# Does it offend you, yeah?
Does It Offend You, Yeah? is een Britse electro-rockband uit Reading, Berkshire. De band wordt gevormd door James Rushent (vocals, synths), Dan Coop (synths), Rob Bloomfield (drums), Matty Derham (gitaar) en Chloe Duveaux (bass).

## Geschiedenis
Does It Offend You, Yeah? wordt vergeleken met dance-acts zoals Daft Punk, Justice en Digitalism. Maar ook met bands zoals Muse en !!! omwille van hun heviger, meer 'live'-sound. De band is gekenmerkt door hun rauwe optredens, die vaak eindigen in stage diving en vernielde instrumenten.
Ze hebben in het verleden al vaker remixes gemaakt van headliners zoals Muse en Bloc Party. Op de NME Awards Tour verzorgden ze het voorprogramma voor The Cribs, die plaatsvond op plaatsen binnen het Verenigd-Koninkrijk en Ierland begin 2008.
De band haalde hun naam uit de Britse sitcom The Office. In een interview met NME.com verklaarde synth speler Dan Coop: "Everybody thinks the name is some kind of statement but it's a quote from David Brent in an episode of 'The Office'. "When me and James Rushent first started writing music together we decided to put it up on MySpace. We needed a name to put as our profile name so just put what was the first thing that was said on TV, we switched it on and Ricky Gervais said 'Does it offend you, yeah? My drinking?' so we just went with that. No thought went into it whatsoever."
Does It Offend You, Yeah? zal de openingsact zijn in het Noord-Amerikaanse deel in de 2008-tour van Nine Inch Nails.

## Discografie

### Albums
You Have No Idea What You're Getting Yourself Into (2008) UK #48  

Don't Say We Didn't Warn You (14 maart 2011) 

### Ep's
Live @ The Fez (2008) – Live digital download EP included with every pre-order of the album. 

### Singles
- "Kiss Mix"
- "Se7en"
- "Weird Science"
- "Let's Make Out"
- "We Are Rockstars" UK #177
- "Epic Last Song" UK #91
- "Dawn of the Dead" UK #41
- "The Monkeys Are Coming"

Een toekomstige b-side zal een single bevatten opgenomen in samenwerking met Matt Bellamy van Muse.

### Remixes
- Bloc Party - "The Prayer" (Wichita)
- The Raconteurs - "Steady, As She Goes" (White)
- Muse - "Map of the Problematique" (Warner Bros)
- The White Stripes - "Fell in Love with a Girl" (White)
- Hadouken! - "Crank It Up" (Atlantic Records)
- OK Tokyo - "You Better Believe It" (Split Records)

### Covers
"Whip It" origineel van Devo werd live gecoverd en maakte deel uit van de NME Awards 2008 souvenir CD die gratis bij de uitgave van het NME magazine van 27 februari 2008 te krijgen was. Hiernaast coverden ze ook "It's getting hot in here" van Nelly.

## Videoclips
- "Weird Science" - 2007
- "Let's Make Out" - 2007
- "We Are Rockstars" - 2008
- "Epic Last Song" - 2008
- "Dawn Of The Dead" - 2008

## Prijzen en nominaties
- Genomineerd voor de DJ Magazine Best Of British Award als beste nieuwe band van 2007.
- Winnaar van de Guardian Unlimited Award in 2007 in de categorie van de verschrikkelijkste bandnaam.